# تل زولان (قيلاب)
تل زولان (بالفارسية: تل‌زولان) هي قرية تقع في إيران في قسم قیلاب الريفي.